# ليالي لن تعود (فلم)
ليالي لن تعود فيلم مصري من بطولة بوسي ونور الشريف. أُنتج عام 1974.

## طاقم العمل

### أبطال الفيلم
- بوسي
- نور الشريف
- ناهد شريف
- محمد العربي
- صلاح نظمي
- عواطف تكلا
- لويس يوسف
- علي عز الدين
- حلمي حليم
- مختار السيد
- سيف الله مختار
- سهير زكي
- عفاف وجدي
- محمد منسي

### إنتاج
- سيد علي (مدير الإنتاج)
- بهجت قمر (منتج مساعد)
- فيلم النيل (منتج)

### إخراج
- تيسير عبود (مخرج )
- جمال عمار (مخرج مساعد)

### توزيع
- فيلم النيل (التوزيع الخارجي)
- أفلام السلام (التوزيع الداخلي)

### تأليف
- محمد عثمان
- أحمد عبدالوهاب

### تصوير
- محمد عمارة (مدير التصوير)

### معمل
- استديو مصر (الطبع والتحميض)

### موسيقى
- فؤاد الظاهري (الموسيقى التصويرية)

### مونتاج
- صلاح عبدالرزاق (مونتير)

## وصلات خارجية
- مقالات تستعمل روابط فنية بلا صلة مع ويكي بيانات